# Ипомеевые
Ипомеевые (лат. Ipomoeeae) — триба двудольных растений подсемейства Вьюнковые (Convolvuloideae) семейства Вьюнковые (Convolvulaceae). В состав трибы включают десять родов, преимущественно тропических растений, распространённых по всему миру.
Представители трибы — большей частью вьющиеся травянистые растения или лианы, иногда небольшие деревья. Листовые пластинки, как правило, имеют сердцевидную форму. Цветки обоеполые и обычно обладают радиальной симметрией.

## Роды
- Argyreia Lour. — Аргирея
- Astripomoea Meeuse
- Blinkworthia Choisy
- Ipomoea L. — Ипомея typus
- Lepistemon Blume — Лепистемон
- Lepistemonopsis Dammer
- Paralepistemon Lejoly & Lisowski
- Rivea Choisy — Ривея
- Stictocardia Hallier f. — Стиктокардия
- Turbina Raf. — Турбина